# نوفيل فيتاس
نوفيل فيتاس (بالفرنسية: Neuville-Vitasse)‏ هي بلدية تقع في إقليم باد كاليه من منطقة نور با دو كاليه في شمال فرنسا. تبلغ مساحة هذه المدينة 6.98 (كم²)، وترتفع عن سطح البحر 82 م، يبلغ عدد سكانها 484 نسمة حسب إحصاء المعهد الوطني للإحصاء والدراسات الاقتصادية سنة 2009 م. وترأس Jean-Claude Levis البلدية خلال فترة (2008-2014).